# Il gatto, un cardellino e le stelle
Il gatto, un cardellino e le stelle è una novella di Luigi Pirandello. Fa parte della raccolta Donna Mimma, nono volume delle Novelle per un anno.

## Trama
A due anziani nonni muore la nipote orfana. La piccola aveva addestrato un cardellino a cui i due coniugi rivolgono tutte le loro attenzioni, essendo l'unico ricordo rimasto della defunta. Il grosso gatto bianco dei vicini è alquanto attirato da quell'insignificante cardellino, che per i due anziani vale molto di più di uno spuntino. Un giorno il gatto riesce ad entrare in casa e si mangia il cardellino. Il vecchio, di indole impulsiva e collerica, corre dalla vicina per uccidere il gatto a colpi di fucile. Il nipote della vicina sentendo gli spari accorre anche lui con un fucile e ferisce il vecchio per poi scappare.

## Interpretazione
- Luigi Pirandello ha voluto sottolineare la pluralità dei punti di vista: per i nonni il cardellino era tutta la loro vita, per il gatto un insignificante spuntino, e le stelle cosa possono pensare da lassù riguardo a quello che vedono?

## Edizioni
- Luigi Pirandello, Novelle per un anno, Prefazione di Corrado Alvaro, Mondadori 1956-1987, 2 volumi. 0001690-7
- Luigi Pirandello, Novelle per un anno, a cura di Mario Costanzo, Prefazione di Giovanni Macchia, I Meridiani, 2 volumi, Arnoldo Mondadori, Milano 1987 EAN: 9788804211921
- Luigi Pirandello, Tutte le novelle, a cura di Lucio Lugnani, Classici Moderni BUR, Milano 2007, 3 volumi.
- Luigi Pirandello, Novelle per un anno, a cura di S. Campailla, Newton Compton, Grandi tascabili economici.I mammut, Roma 2011 Isbn 9788854136601
- Luigi Pirandello, Novelle per un anno, a cura di Pietro Gibellini, Giunti, Firenze 1994, voll. 3.